# Jovtîi kneaz
Jovtîi kneaz (în ucraineană Жовтий князь, în traducere „Cneazul (prințul) gălbui”) este un roman din 1963 al scriitorului ucrainean Vasîl Barka. Romanul descrie genocidul Holodomor al națiunii ucrainene din 1932-1933.

## Rezumat
Romanul are la bază amintirile lui Vasîl Barka despre genocidul poporului ucrainean din perioada 1931-1932, organizat de guvernul URSS. Barka nu s-a aflat în locul respectiv în acea vreme, însă a păstrat cu exactitate memoriile fratelui său, a cărui familie a suferit de foamete. A urmat o perioadă de 25 de ani în care a cules cu grijă mărturii despre Holodomor, ceea ce i-a permis o amplă structură literară.
Scriitorul descrie catastrofa poporului ucrainean din epoca Holodomor prin intermediul familie Katrannîk, din care singurul supraviețuitor este mezinul familiei, Andrii, o situație tipică din viața reală. Tabloul familiei abundă în detalii grotești, înspăimântătoare, însă indiferent de situație, personajele nu își abandonează principiile etice și morale. Nici măcar pe patul de moarte, Mîron Danîlovîci, înfometat până la epuizare, nu dezvăluie ascunzișul potirului bisericesc, ținut în secret spre a nu fi furat de bandele comsomoliste. În plus, Andrii vrea să împartă ultima bucată de pâine cu un străin, o femeie aproape moartă de foame. Această întâmplare este doar una din numeroasele cazuri de milostenie petrecute în iminența morții. Romanul se încheie optimist, cu speranța adusă de un nou răsărit de soare.

## Personaje
- Mîron Danîlovîci Katrannîk – soțul Dariei;
- Dariia Oleksandrivna Katrannîk – soția lui Mîron;
- Mîkola Mîronovîci Katrannîk – primul născut al Dariei și al lui Myîon;
- Olena Mîronivna Katrannîk – fiica Dariei și a lui Mîron;
- Andrii Mîronovîci Katrannîk – mezinul Dariei și al lui Mîron;
- Harîtîna Hrîhorivna Katrannîk – mama lui Mîron.

## Scriere
Vasîl Barka a început să își scrie memoriile și să țină o evidență a mărturiilor altor persoane în 1943, pe când se afla în Germania, într-un lagăr pentru persoane strămutate. Abia în 1950, aflat în New York, s-a apucat să cerceteze toate aceste înregistrări. De mai bine de 25 de ani, se gândea ce formă literară să folosească pentru a reda genocidul Holodomor, fie un poem, fie o piesă de teatru, fie un roman. Potrivit propriilor declarații, toate informațiile erau oarecum „dezorganizate”, iar intriga romanului o constituie povestea reală a unei familii. Apoi, Vasîl a revizuit șase sute de pagini din manuscrisul Jovtîi kneaz de patru ori și a rescris totul de la început la sfârșit. Titlul romanului este o aluzie la călărețul biblic pe un cal gălbui din Apocalipsa 6:8.

## Publicare
În 1963, când Radio Europa Liberă a comemorat 30 de ani de la Holodomor, în program a fost inclus și discursul lui Vasîl Barka despre acest roman:
„Romanul «Jovtîi kneaz» spune povestea unei familii din 1932-1933; o casă albă care s-a făcut neagră și s-a prefăcut în sicriu. Soarta sa este descrisă pe fundalul vieții, sau morții mai degrabă, a întregii națiuni în vremea foametei, a cărei a 30-a aniversare o marcăm noi astăzi.
Povestea are la bază propriile mele amintiri și multe însemnări despre acea perioadă, pe care le-am cules de-a lungul anilor. Cele mai comune cazuri din acea perioadă groaznică sunt reflectate în roman.

Povestea are trei planuri de conținut: primul, o relatare absolut realistă a dramelor domestice din viața unei familii și relația cu lumea din exterior, în timp ce plecau de acasă spre a căuta de mâncare. Cel de-al doilea plan al poveștii este în întregime psihologic, descrie schimbările neobișnuite în mentalitatea colectivă cauzate de înfometarea în masă. Oamenii pe moarte, deși indiferenți la orice altceva în afară de mâncare, și-au păstrat, de regulă, umanitatea: în cel mai întunecat loc din adâncul inimii. Au rămas oameni, mai buni decât cei care au cauzat foametea și au continuat să trăiască fericiți în ciuda suferinței și morții care a decimat națiunea. Al treilea plan este metafizic, pur spiritual: cu ridicarea cortinei din fața lumii misterioase și teribile din spațiul imaterial, care nouă ne este necunoscut, în contrast cu raiul și umanitatea. Este una din paginile războiului spiritual al sufletelor omenești împotriva dușmanilor. În această încleștare, întreaga națiune trece prin cea mai măreață și teribilă încercare.”

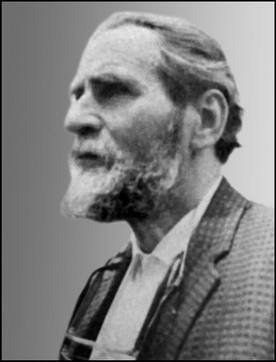
Vasîl Barka

Primul volum al romanului a fost publicat în 1963 de editura Suchasnist (New York-Munchen).
Tot atunci, autorul a adresat o scrisoare către scriitorii din Ucraina:
„În anul 1933, milioane de frați și surori dragi nouă tuturor, carne din carnea noastră și sânge din sângele nostru, cei din care noi ne tragem, au fost disprețuiți și temuți, au fost striviți de o foamete organizată, comandată - zdrobiți până la moarte.
Dar haideți să ne întrebăm: de ce nici acum nu avem voie să vorbim despre cele zece milioane de suflete smulse națiunii noastre?
„Tăcere!” Înțelegem și nu acuzăm: pentru că este interzis.
Așa că, dacă tot nu ne este permis să vorbim despre vicitimele foametei, măcar să citim o modestă poveste despre acești oameni, scrisă de un autor care a renunțat la tot pentru a putea, în sfârșit, să vorbească despre ei.”
În 1968, romanul a fost retipărit în New York de către Ukrainian National Women's League of America.
În 1981, Jovtîi kneaz a fost publicat în limba franceză de editura franceză Gallimard, cu titllul Le Prince jaune, traducerea fiind realizată de Olga Jaworskyj, cu o prefață semnată de scriitorul Piotr Rawicz. Jovtîi kneaz a fost publicat și în limba germană, cu titlul Der Gelbe Fürst. În 1991 a fost publicat și în Ucraina, de editura Dnipro, cu o prefață de academicianul Mîkola Julînskîi.
După destrămarea URSS din 1991, opera lui Vasîl Barka a fost inclusă în programa școlară de gimnaziu. Însă, după ce Viktor Ianukovici a fost ales președinte, Ministerul Educației din Ucraina a insistat înlocuirea acestui roman din curricula școlară cu o altă operă literară care să nu se refere la genocidul Holodomor. În plus, ministrul educației de atunci, Dmîtro Tabacinîk, a folosit ca pretext calitatea literară slabă a romanului lui Barka.
Barka a lucrat într-un ritm alert la al doilea volum până la sfârșitul vieții sale, anticipând că nu va avea timp pentru a-i da o formă definitivă. Bohdanna Monceak, cel care a tehnoredactat acest volum, a afirmat că scriitorul nu a verificat decât primul capitol. Cu toate acestea, calitatea artisitică a acestui al doilea volum nu e cu nimic mai prejos decât cea a primului volum, iar elementele psihologice și metafizice sunt uneori superioare celor din primul volum.
Vasîl Barka a abordat tema Holodomorului și în alte opere, mai ales în poeziile sale.

## Receptare critică
În presa franceză, după ce romanul a fost publicat de Gallimard, s-a scris că este „O carte bună. O carte teribilă... O mare capodoperă tragică ce merită citită.”
În SUA, ministrul agriculturii a numit acest roman „una dintre principalele surse de studiu pentru istoria politicii agricole a URSS”.
Romanul a fost de două ori nominalizat la Premiul Nobel.Format:Inexact
În 1991 a fost adaptat cinematografic în filmul Holod-33 (în engleză Famine-33), în regia lui Oles Ianciuk, la studioul de film A. Dovjenko. În decembrie 1991, înainte de referendumul pentru independență din Ucraina, filmul a fost difuzat toată noaptea pe toate canalele de televiziune din țară, alături de discursul lui Mihail Gorbaciov, în care acesta îi amenința pe ucraineni cu „sânge, foc și distrugere” dacă cetățenii vor vota pentru independență, astfel că filmul a influențat decizia spectatorilor de a vota pentru independența Ucrainei.
În 2008 regizorul Andrii Joldak a pus în scenă piesa de teatru Lenin Love, Stalin Love, cu un scenariu adaptat după roman.

## Traduceri
Romanul a fost tradus în franceză (1981), rusă (publicat în revistă în 1991 și în format carte în 2001), germană (2009), italiană (2017) și macedoneană (2023).